# یواس‌اس پیلگریم (اس‌پی-۱۲۰۴)
یواس‌اس پیلگریم (اس‌پی-۱۲۰۴) (به انگلیسی: USS Pilgrim (SP-1204)) یک کشتی بود که طول آن ۱۲۰ فوت (۳۷ متر) بود. این کشتی در سال ۱۸۹۳ ساخته شد.